# Temporina

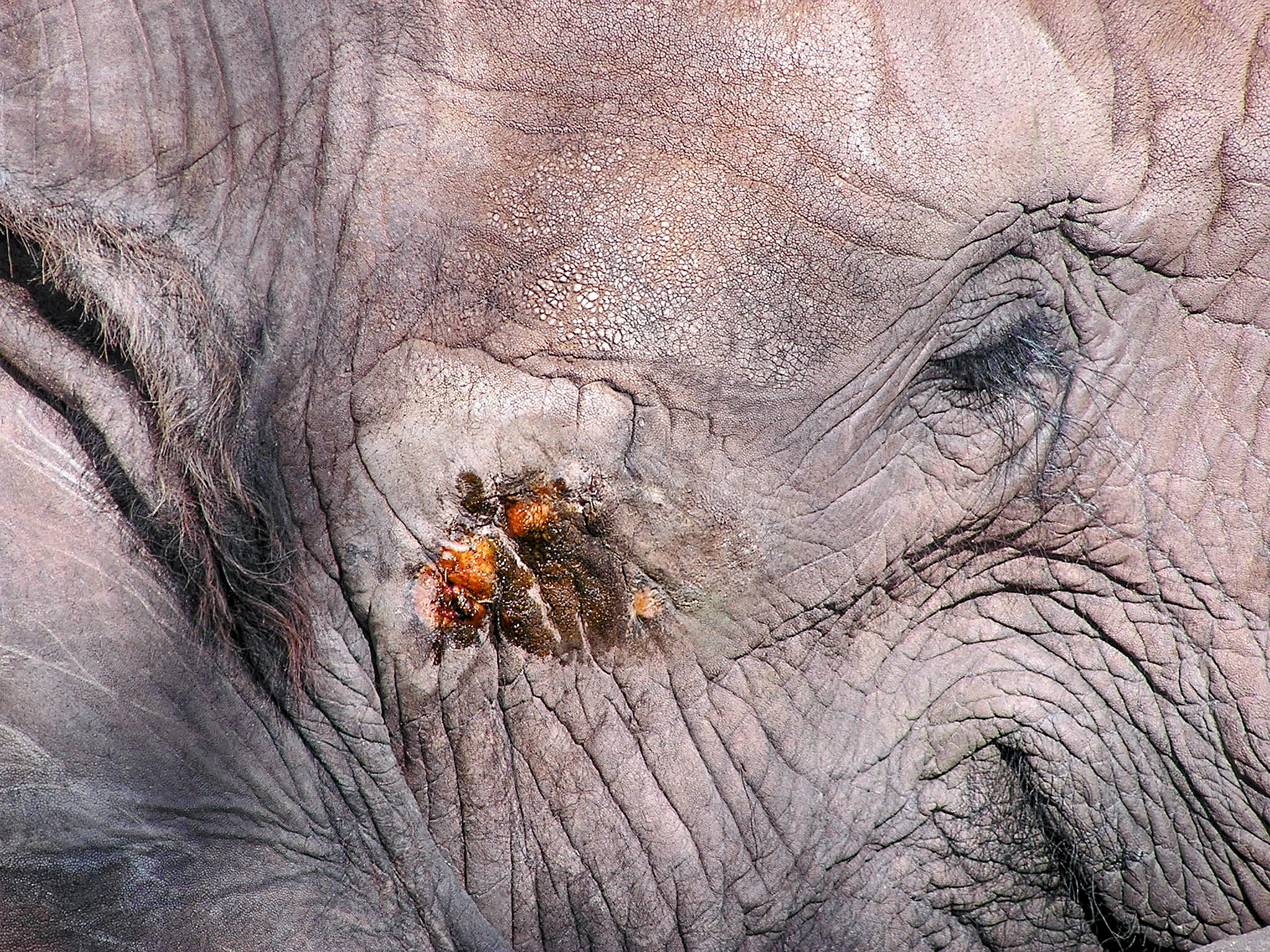
Secreção de temporinas visível em um elefante africano durante o musth (2007).

Temporinas são uma família de peptídeos isolados originalmente da secreção da pele do sapo vermelho europeu, Rana temporaria. Peptídeos pertencentes à família temporina foram isolados também de rãs norte-americanas intimamente relacionadas, como Rana sphenocephala.
Nos elefantes, a temporina é secretada pelas glândulas temporais durante o período de muste. Contém proteínas, lípidos (nomeadamente colesterol), fenóis, cresóis e sesquiterpenos (nomeadamente farnesol e seus derivados). Isso não está relacionado às temporinas que são peptídeos antimicrobianos.
Em textos sânscritos antigos, é referido como fluido de rut (dāna, ou mada) e é considerado um símbolo de potência e vigor:
No entanto, do ponto de vista da antiga ciência do elefante indiano (gajaśāstra), a temporina não é um sintoma direto do cio.